# Semana Internacional de Cine de Valladolid 2006
La 51.ª edición de la Semana Internacional de Cine de Valladolid se desarrolló en la ciudad de Valladolid entre el 20 y el 28 de octubre de 2006.

## Jurado
El jurado de la Sección Oficial estuvo formado por: 
- Manuel Antín
- Matías Bize
- Lucio Godoy
- Jennifer Green
- Paul Leduc
- Marina Saura
- Yoima Valdés

## Películas

### Sección oficial
- Yureru (Indecisión), de Miwa Nishikawa (Japón)
- Zemestan (Es invierno), de Rafi Pitts (Irán)
- Kubrador (La recaudadora de apuestas), de Jeffrey Jeturian (Filipinas)
- Ciudad en celo, de Hernán Gaffet (Argentina)
- Jindabyne, de Ray Lawrence (Australia)
- Derecho de familia, de Daniel Burman (Argentina, España)
- El ciclo Dreyer, de Álvaro del Amor (España)
- Der lebensversicherer (El corredor de seguros), de Bülent Akinci (Alemania)
- Friss levegö (Aire fresco), de Ágnes Kocsis (Hungría)
- Days of glory, de Rachid Bouchareb (Francia, Marruecos, Bélgica)
- Más que a nada en el mundo, de Andrés León y Javier Solar (México)
- Mujeres en el parque, de Felipe Vega (España)
- Omaret yacoubian (El edificio Yacoubian), de Marwan Hamed (Egipto)
- Optimistas, de Goran Paskaljevic (Serbia)

### Fuera de concurso
- Azur y Asmar, de Michel Ocelot (Francia, Bélgica, Italia, España)
- Catch a fire, de Philip Noyce (EE. UU.)
- La caja, de Juan Carlos Falcón (España)
- The Queen, de Stephen Frears (Reino Unido, Francia, Italia)
- Una verdad incómoda, de Davis Guggenheim (USA)
- ¡Qué sea rock!, de Sebastian Schindel (Argentina)
- Fraulein, de Andrea Staka (Suiza)
- Once in a lifetime (The extraordinary story of the New York Cosmos), de Paul Crowder y John Dower (Reino Unido, USA)

## Palmarés
- Espiga de Oro: Optimistas, de Goran Paskaljevic
- Espiga de Plata: Zemestan (Es invierno), de Rafi Pitts
- Premio "Pilar Miró" al Mejor nuevo director: Hernán Gaffet por Ciudad en celo
- Premio a la mejor actriz: Laura Linney, por Jindabyne
- Premio al mejor actor: Lazar Ristovski, por Optimistas
- Premio a la mejor música: Paul Kelly y Dan Luscombe, por Jindabyne
- Premio a la mejor dirección de fotografía: Mohammad Davoodi, por Zemestan
- Premio del público: Days of glory, de Rachid Bouchared
- Premio FIPRESCI: Fraulein, de Andrea Staka

## Sección "Tiempo de Historia"
Premio al mejor documental: Las alas de la vida, de Antoni P. Canet.
Segundos premios: Tres camaradas (Three Cofrades), de Masha Novikova y Goodbye America, de Sergio Oksman.